# Cattedrale di Verdun
La cattedrale di Nostra Signora (in francese: Cathédrale Notre-Dame de Verdun) è il principale luogo di culto cattolico di Verdun, nel dipartimento della Mosa. La chiesa, sede del vescovo di Verdun, è monumento storico di Francia dal 1906.